# Cheirodontus bilobus
Cheirodontus bilobus är en skalbaggsart som beskrevs av Lea 1920. Cheirodontus bilobus ingår i släktet Cheirodontus och familjen Melolonthidae. Inga underarter finns listade i Catalogue of Life.